# Conselho Republicano de Mombaça
O Conselho Republicano de Mombaça (em inglês:  Mombasa Republican Council, MRC) é uma organização separatista  baseada na cidade costeira de Mombaça, no Quênia. O grupo reivindica áreas ao redor de Mombaça e da área costeira. Possui simpatizantes tanto muçulmanos quanto cristãos.  O líder do grupo é Omar Mwamnuadzi, que  foi acusado em 2014, juntamente com outros 11 membros. No entanto, o grupo nega as acusações das autoridades do governo alegando que este forjou ligações com o grupo militante islâmico al-Shabaab da Somália. 